# Rumpsteak

Herkunft bei französischem Zuschnitt

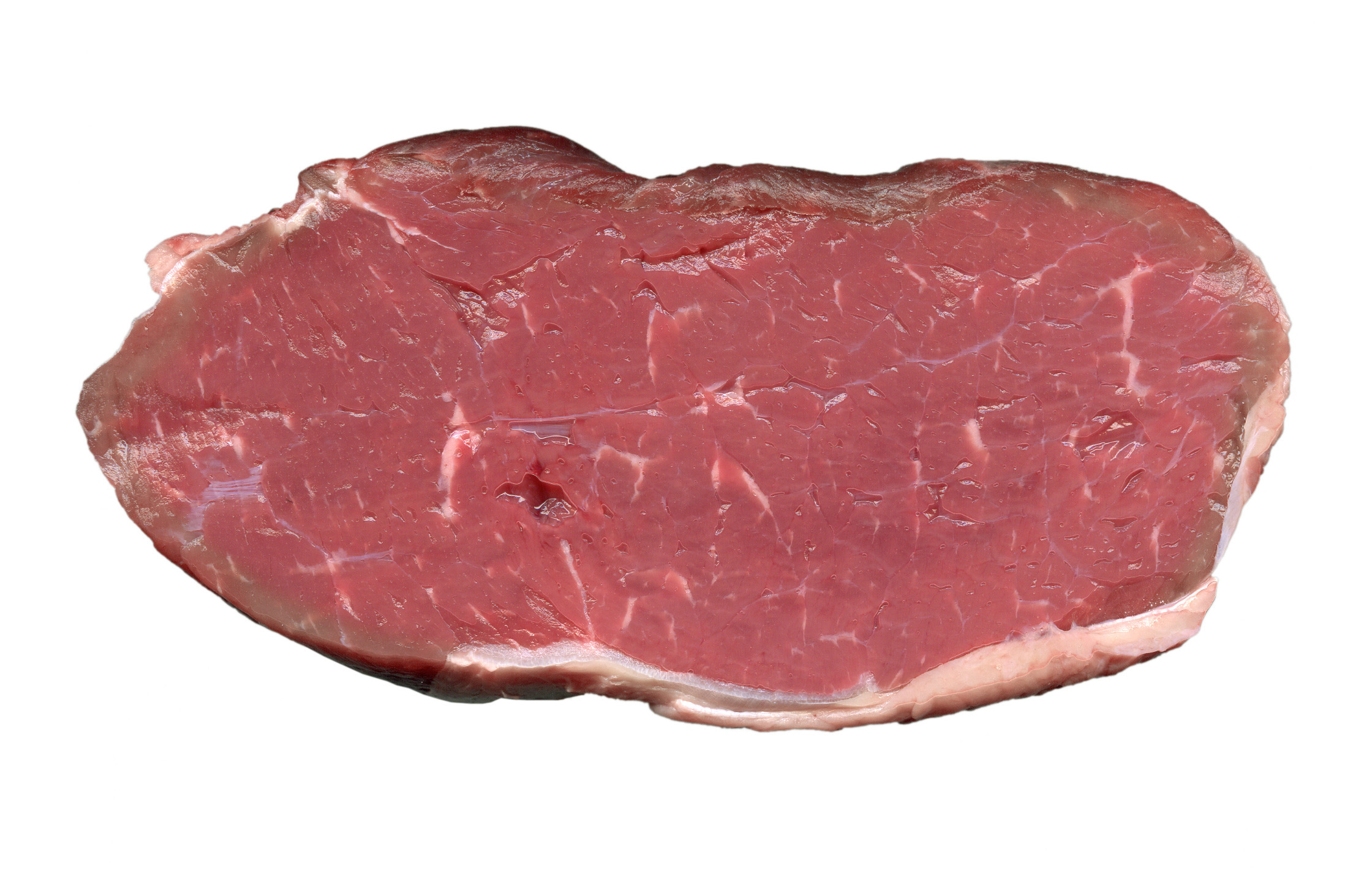
Rumpsteak, roh

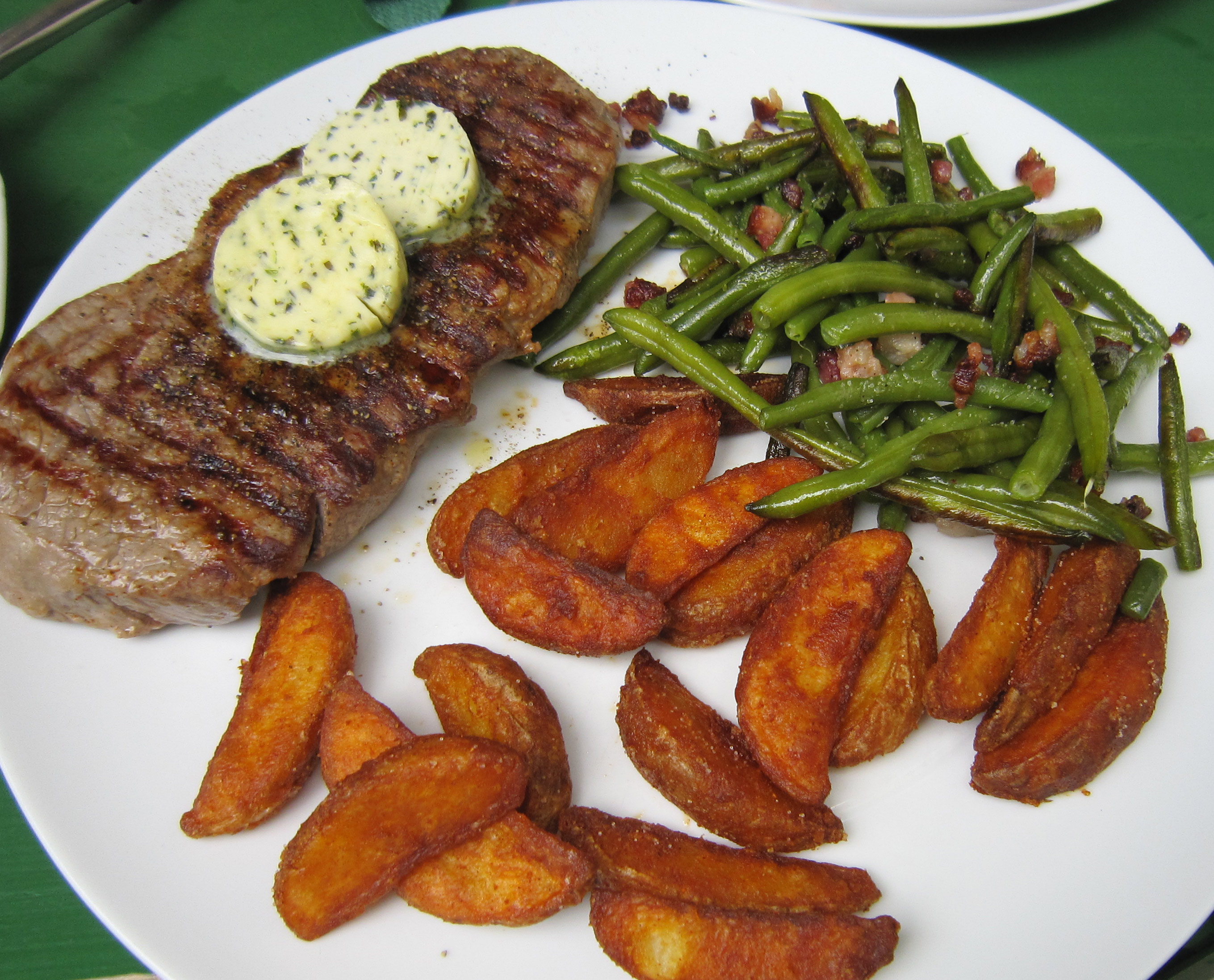
Typisches Rumpsteakgericht mit Kräuterbutter, Kartoffelecken und Speckbohnen

Als Rumpsteak bezeichnet man eine Scheibe Rindfleisch vom Rücken des Tieres. Rump bezieht sich dabei auf den englischen Begriff für Kruppe, während Steak die Zubereitungsart beschreibt. Je nach Region und Tradition der Schnittführung bei der Zerlegung der Tiere bei der Fleischherstellung weicht das Verständnis bzw. die Verkehrsauffassung voneinander ab. Auch wird es teilweise als Entrecôte bezeichnet, wenn man den französischen Begriff dafür verwenden will, wobei sich der Begriff Entrecôte traditionellerweise eher auf die Zwischenrippenstücke bezieht.
Während einfache Steaks ein Gewicht von 100 bis 150 Gramm haben, gibt es auch schwerere Stücke, die dem Entrecôte double entsprechen.

## Zubereitung
Zur Vorbereitung wird das Fleisch leicht plattiert und der Fettrand bzw. die Sehne eingeschnitten. 
Mit Salz und Pfeffer gewürzt brät man es anschließend in Pflanzenöl an und gart es in Butter nach. Alternativ wird das Fleisch gegrillt. Typische Beilagen sind Buttermischungen oder Sahnemeerrettich. Wie bei anderen Steakarten ist das Zubereiten in verschiedenen Garstufen üblich.

## Varianten
Beispiele für die Zubereitung sind
- Rumpsteak Tiroler Art

mit gebutterten Tomatenwürfeln und in Bierteig gebackenen Zwiebelringen
- Rumpsteak Strindberg

mit Senf, Zwiebelwürfeln gewürzt, mit Mehl und Ei paniert
- Rumpsteak Wiener Art

mit gebratenen Zwiebelscheiben und Röstkartoffeln
- Rumpsteak Englische Art

mit frittierten Zwiebelringen
- Rumpsteak Großmutterart

in Butter gebraten, Bratensatz mit Zitronensaft und Fleischsaft verkocht, mit gebratenen Speckwürfeln, Röstkartoffeln und glacierten Zwiebeln garniert
- Rumpsteak Meyerbeer

in Butter gebraten, mit einer halben gebratenen Lammniere belegt, mit Trüffelsauce nappiert
- Rumpsteak Mirabeau

gegrillt, mit Sardellenfilet belegt, mit blanchierten Oliven und Estragonblättern garniert, dazu Sardellenbutter